# Keefer Joyce
Keefer Joyce (21 gennaio 1994) è un bobbista ed ex velocista canadese.

## Biografia
Dal 2010 al 2017 ha praticato l'atletica leggera nelle discipline veloci; partecipò ai campionati assoluti canadesi tenutisi a Moncton nel 2013, gareggiando sia nei 100 metri che nei 200 m.
Compete nel bob dal 2017 come frenatore nella squadra nazionale canadese, debuttando in Coppa Nordamericana a novembre di quell'anno. Esordì in Coppa del Mondo nella stagione 2018/19, il 6 gennaio 2019 ad Altenberg, piazzandosi al diciassettesimo posto nel bob a quattro, il quale rappresenta anche il suo miglior risultato ottenuto in una tappa di coppa,ripetuto poi in ulteriori due occasioni.
Prese parte ai campionati mondiali di Whistler 2019, dove vinse la medaglia d'argento nella competizione a squadre, gareggiando in coppia con Nick Poloniato nella frazione del bob a due maschile; in quella stessa edizione ottenne anche il ventiduesimo posto nel bob a quattro e il trentesimo nel bob a due, sui migliori risultati ai mondiali.

## Palmarès

### Mondiali
- 1 medaglia:
  - 1 argento (gara a squadre a Whistler 2019).

### Circuiti minori

#### Coppa Nordamericana
- 5 podi (1 nel bob a due, 4 nel bob a quattro):
  - 3 vittorie (tutte nel bob a quattro);
  - 1 secondo posto (nel bob a due);
  - 1 terzo posto (nel bob a quattro).